# Centre de formation de football
 (novembre 2009).
Si vous disposez d'ouvrages ou d'articles de référence ou si vous connaissez des sites web de qualité traitant du thème abordé ici, merci de compléter l'article en donnant les références utiles à sa vérifiabilité et en les liant à la section « Notes et références ».

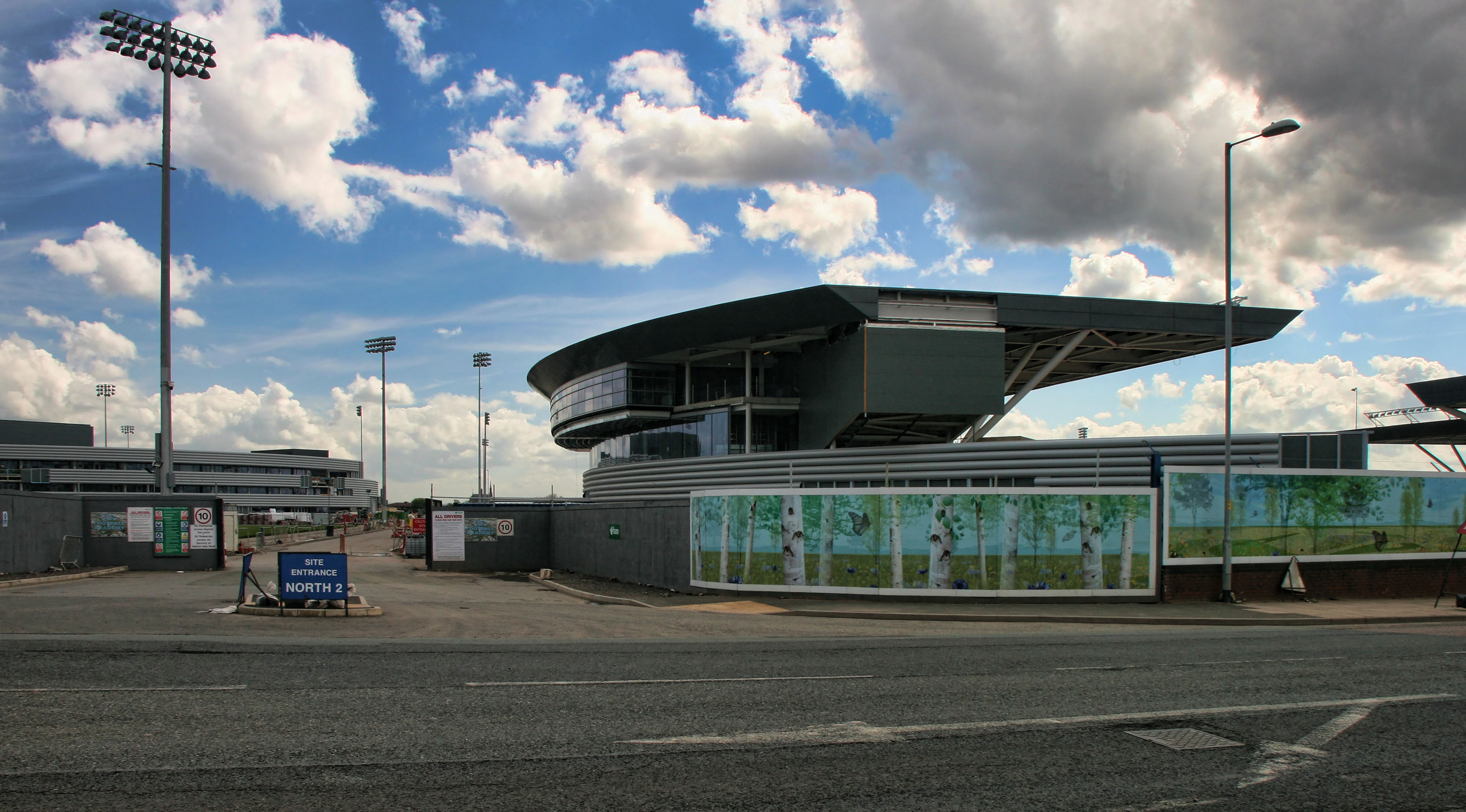
Un centre de formations de football

Un centre de formation est un complexe appartenant à un club de football professionnel où les jeunes joueurs sont formés afin d'intégrer l'équipe première. Les centres de formation furent mis en place en France durant les années 1970 à la suite des directives fédérales de Georges Boulogne. Le premier, en France, est créé à Sochaux en 1974. Avant cette décennie, il existait bien des écoles de football, mais les centres de formation prônés par Boulogne sont beaucoup plus complets. Des systèmes similaires sont notamment en place en Angleterre avec les Football Academy. 
Les clubs professionnels trainèrent des pieds pour ne pas suivre ces directives, et obligation fut alors faite pour tout club professionnel de posséder un centre de formation, sous peine de perdre son statut pro. Sous la présidence de Thiriez, la Ligue est moins rigide sur ce thème et laisse le statut professionnel à des clubs ne possédant pourtant pas de centre de formation. On citera pour l'exemple le cas de l'US Créteil.
Le financement de ces centres est généralement effectué par les collectivités locales qui n'ont plus le droit depuis la fin des années 1990 de financer directement la section professionnelle d'un club de football.

## En France
| Classes  | Garçons                   | Filles                    |
| -------- | ------------------------- | ------------------------- |
| 6e-5e    | Section sportive scolaire | Section sportive scolaire |
| 4e-3e    | Pôle espoirs              | Section sportive scolaire |
| Lycée    | Centres de formation      | Pôle espoirs              |
| Post-bac | Centres de formation      | Centres de formation      |

Chaque année, la Direction technique nationale de la Fédération française de football établit un classement des performances des centres de formation français par le biais des critères d’efficacité suivants :
- nombre de joueurs de moins de 25 ans ayant signé un contrat professionnel dans un club de Ligue 1, Ligue 2, National ou de première ou de deuxième division d’un des dix premiers pays au classement UEFA
- nombre de matches joués avec l’équipe professionnelle du club par les joueurs formés au cours de la saison écoulée, sachant qu’un match joué en Ligue 2 apporte moins de points qu’un match joué en Ligue 1
- nombre de matches joués en sélection nationale par les joueurs du centre de formation  au cours de la saison écoulée
- nombre de diplômes scolaires (DEUG, BTS, DUT, Baccalauréat, Brevet d'État d'éducateur sportif, CAP, etc.) obtenus par les joueurs du centre de formation
- nombre et qualification des éducateurs sous contrat au centre de formation

En France, en moyenne, seulement entre 15 et 20% des joueurs en centre de formation signeront un contrat professionnel. En 2022, il y avait 2 045 joueurs dans les 35 centres de formation agréés. 